# Tha Doggfather
Tha Doggfather je druhé album amerického rapera Snoop Dogga. Je to poslední album pod labelem Death Row Records. Umístilo se na 1. místě žebříčku The Billboard 200 a stalo se 2x Platinovým.

## Seznam skladeb
| #  | Název                          | Host(é)                        | Trvání |
| -- | ------------------------------ | ------------------------------ | ------ |
| 1  | "Intro"                        | -                              | 0:46   |
| 2  | "Doggfather"                   | Charlie Wilson                 | 3:56   |
| 3  | "Ride 4 Me"                    | -                              | 1:00   |
| 4  | "Up Jump Tha Boogie"           | Charlie Wilson, Teena Marie    | 4:43   |
| 5  | "Freestyle Conversation"       | -                              | 4:17   |
| 6  | "When I Grow Up"               | -                              | 0:37   |
| 7  | "Snoop Bounce"                 | Charlie Wilson                 | 4:03   |
| 8  | "Gold Rush"                    | Kurupt, LBC Crew               | 4:52   |
| 9  | "(Tear 'Em Off) Me & My Doggz" | -                              | 3:31   |
| 10 | "You Thought"                  | Too Short                      | 4:44   |
| 11 | "Vapors"                       | Charlie Wilson, Teena Marie    | 4:21   |
| 12 | "Groupie"                      | Charlie Wilson, Tha Dogg Pound | 5:03   |
| 13 | "2001"                         | Bad Ass, Kurupt, Threat        | 3:37   |
| 14 | "Sixx Minutes"                 | -                              | 4:39   |
| 15 | "(O.J.) Wake Up"               | Big Tray Deee                  | 4:42   |
| 16 | "Snoop's Upside Ya Head"       | Charlie Wilson                 | 4:28   |
| 17 | "Blueberry"                    | Tha Dogg Pound, LBC Crew       | 4:15   |
| 18 | "Traffic Jam"                  | -                              | 0:31   |
| 19 | "Doggyland"                    | -                              | 4:40   |
| 20 | "Downtown Assassins"           | Dat Nigga Daz, Big Tray Deee   | 4:22   |
| 21 | "Outro"                        | -                              | 3:17   |

## Singly
- "Doggfather"
- "Snoop's Upside Ya Head"
- "Vapors"